# Iwan Iwanowitsch Bobarykow

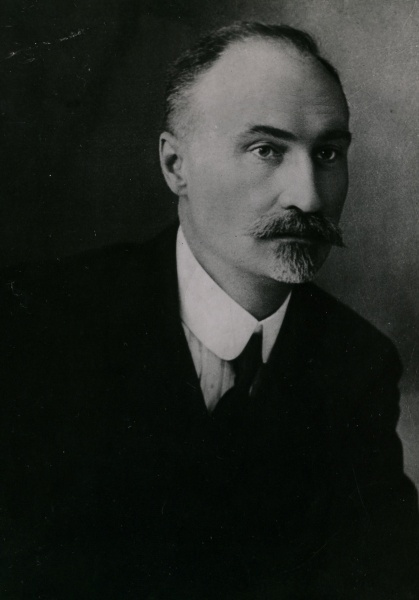
Iwan Iwanowitsch Bobarykow

Iwan Iwanowitsch Bobarykow (Boborykow) (russisch Иван Иванович Бобарыков (Боборыков); * 1869; † 5. Juli 1928 in Moskau) war ein russischer Physiker und Hochschullehrer.

## Leben
Bobarykow studierte in der Mechanik-Abteilung des Charkower Technologischen Instituts mit Abschluss 1894 als Ingenieur-Technologe mit Auszeichnung durch Nennung seines Namens auf der Marmortafel im Auditorium. Auf Empfehlung des Institutsdirektors Wiktor Lwowitsch Kirpitschow wurde er freier Laborant am Mechanischen Laboratorium des Instituts. Ab dem Sommer 1895 leitete er daneben das Technische Zeichnen in einer der Studentengruppen.
Im Sommer 1895 wurde Bobarykow zur Vorbereitung einer Vorlesung über Heizung und Lüftung vom Charkower Institutsrat nach St. Petersburg, Moskau und Odessa geschickt, um entsprechende Anlagen und Geräte kennenzulernen. Mit dem gleichen Zweck besuchte er im Sommer 1896 die Allrussische Industrie- und Handwerksausstellung 1896 auf der Messe Nischni Nowgorod in Nischni Nowgorod. Im September 1896 begann er die Vorlesung zu halten. Im September 1898 wurde er für ein Jahr zu Maschinenbauunternehmen in Deutschland und Frankreich abgeordnet. Im folgenden Jahr wurde er zu russischen Maschinenbauunternehmen geschickt und war Konstruktionsingenieur im Charkower Lokomotivwerk. Darauf präsentierte er im Institutsrat seine Arbeiten über den Einsatz von überhitztem Dampf in Dampfmaschinen und über den thermischen Wirkungsgrad von Dampfmaschinen, die beide hoch bewertet wurden. Im Sommer 1900 wurde er zur Weltausstellung Paris 1900 geschickt. Im September 1900 begann er die Vorlesung über Maschinenelemente zu halten. Im Oktober 1900 wurde er zum Adjunkt-Professor am Lehrstuhl für Angewandte Mechanik und Maschinentheorie ernannt. Ab Januar 1901 übernahm er von einem erkrankten Kollegen die Vorlesung über Angewandte Mechanik.
Ab 1901 war Bobarykow Professor am Tomsker Technologie-Institut (TTI). Er war einer der Organisatoren dieses noch neuen Instituts und war Dekan der Fakultät für Mechanik und Bauwesen. Er gründete ein Laboratorium für Materialprüfung. Im Juni 1916 wählte ihn der Institutsrat zum Direktor des Instituts (ab September 1917 Rektor). Er erhielt das Institut im Ersten Weltkrieg und nach der Oktoberrevolution im Russischen Bürgerkrieg, als Lehrende und Studenten einberufen und Räumlichkeiten vom Militär beansprucht wurden. Er schwächte den Widerstand eines großen Teils des Lehrkörpers und der Studenten gegen die Etablierung der Sowjetmacht.
Auf Initiative Bobarykows beschloss im April 1918 der TTI-Institutsrat die Teilnahme am Wettbewerb für die Entwicklung des Ural-Kusnezk-Projekts, das in der Folge die Grundlage für den GOELRO (Staatsplan zur Elektrifizierung Russlands) und den ersten Fünfjahresplan werden sollte. Das TTI gewann den Wettbewerb. Neben Bobarykow beteiligten sich an der Entwicklung des Projekts Nikolai Wladimirowitsch Gutowskoi, Nikolai Prokopjewitsch Tschischewski, Michail Antonowitsch Ussow, Michail Andrejewitsch Welikanow und andere. Im Sommer 1918 beantragte Bobarykow aus Gesundheitsgründen die Entlassung aus dem Rektorenamt, wurde aber im Mai 1919 wiedergewählt. Zu seinen Schülern gehörten Nikolai Iljitsch Kamow und Alexander Wassiljewitsch Kwasnikow. Im Herbst 1919 verhinderte er die von Alexander Wassiljewitsch Koltschak bei seinem Rückzug nach Osten befohlene Evakuierung des TTI mit Ausrüstung und Bibliothek nach Tschita durch den Hinweis auf fehlende Waggons. Er gründete zusammen mit Alexander Petrowitsch Malyschew am Lehrstuhl für Angewandte Mechanik eine kleine Werkstatt für die Anfertigung von Prothesen, die der Ausgangspunkt für die Gründung einer Prothesenfabrik wurde. Zusammen mit anderen gründete Bobarykow in Tomsk das Institut für die Erforschung Sibiriens, zu dessen Leitungskader er dann gehörte.
Im August 1922 beantragte Bobarykow die Versetzung an die Bergakademie Moskau, die ihn sogleich zur Heilbehandlung ins Ausland schickte. Nach seiner Rückkehr delegierte ihn das TTI in die Kommission für Fragen der Rajonisierung Sibiriens beim Gosplan der RSFSR. Im August 1923 ließ sich Bobarykow mit seiner Familie in Moskau nieder. In der Bergakademie Moskau leitete er den Lehrstuhl für Materialfestigkeit und richtete ein Kabinett für Maschinenelemente und ein Laboratorium für Materialprüfung ein. Er untersuchte in seinen Laboratorien unterschiedliche Materialien, insbesondere sibirische Steine und Hölzer. Auch hielt er Vorlesungen über Materialfestigkeit an der Moskauer Technischen Hochschule, wo Sergei Pawlowitsch Koroljow zu seinen Schülern gehörte, sowie an der nach Kliment Arkadjewitsch Timirjasew benannten Landwirtschaftsakademie und am Lomonossow-Institut für Mechanik, dessen Prorektor er war.
Bobarykow war in der Hauptverwaltung für Berufsbildung Redakteur der Abteilung für die Technik-Enzyklopädie und Vorsitzender der Kommission für Methodik sowie Mitglied des Staatlichen Wissenschaftsrats beim Volkskommissariat für Bildung der RSFSR. Er schrieb ein zweibändiges Lehrbuch über Maschinenelemente, das Generationen von Hochschulstudenten diente.
Bobarykow war verheiratet mit Jelena Andrejewna Pawlenko-Boguschewskaja und hatte drei Kinder. Er starb an einem Herzinfarkt und wurde auf dem Nowodewitschi-Friedhof begraben.

## Ehrungen
- Sankt-Stanislaus-Orden II. Klasse (1904)[1]
- Russischer Orden der Heiligen Anna II. Klasse (1909)[1]
- Orden des Heiligen Wladimir IV. Klasse (1917)[1]
- Verdienter Wissenschaftler und Techniker der RSFSR (1925)[1]